# Всесвітній день телебачення
Всесвітній день телебачення (офіційними мовами ООН (англ. World Television Day; фр. Journée mondiale de la télévision; ісп. Día Mundial de la Televisión; рос. Всемирный день телевидения) – Міжнародний день ООН, встановлений резолюцією A/RES/51/205 Генеральної Асамблеї ООН 17 грудня 1996 року, який відзначається щорічно 21 листопада, на честь дати проведення першого Всесвітнього телевізійного форуму (21-22 листопада 1996 роки) в Організації Об'єднаних Націй. Державам було запропоновано відзначати цей День, обмінюючись телепередачами, присвяченими таким проблемам, як мир, безпека, економічний і соціальний розвиток і розширення культурного обміну.

## Телебачення ООН
Телебачення Організації Об'єднаних Націй готує репортажі про гуманітарні кризи по всьому світу, знімає документальні фільми про актуальні проблеми сучасності: права людини, мир і безпеку, розвиток тощо, веде прямі трансляції з засідань Генеральної Асамблеї та Ради Безпеки. Співробітники ТВ ООН готують репортажі з миротворчих місій ООН.

ТВ ООН розпочало свою роботу в 1947 році.
 
ТВ ООН готує щоденні новинні матеріали і розміщує їх на вебсайті UNIFEED
і веде цілодобове мовлення на вебсайті UN Webcast. Аудіо- і відеоархів телебачення ООН зберігає матеріали за 70 років.

## Історіятелебачення
Докладно: Історія виникнення телебачення
Хоча саме свято стали відзначати не так давно, історія телебачення почалася приблизно 80 років тому. Перші експерименти з використанням електронних променів для передачі і прийому зображення на певні відстані проводилися ще на початку 20-х років XX століття в США, Японії і Радянському Союзі.
Наприкінці 1920-х років американський інженер російського походження Володимир Зворикін сконструював телевізійну систему на основі електронно-променевих трубок (кінескопа і іконоскопа). Завдяки винаходу Зворикіна, вже в 1936 році було розпочато регулярні телепередачі у Великій Британії та Німеччині, а в 1941 році — і в США. Проте лише в 50-і роки телемовлення отримало масове поширення в Європі. У більшості країн, що розвиваються власні державні та приватні телекомпанії виникли ще пізніше, в 60-х — початку 70-х років.
Сьогодні[коли?] у світі не залишилося країн, не охоплених телемовленням. До найбільших телекомпаній світу відносяться: CBC, NBC, ABC — в США; BBC, ATV — у Великій Британії; RAI — в Італії; NHK — в Японії; ZDF — у Німеччині.
Історія телебачення СРСР веде свій початок з експериментальних трансляцій телепередач, які велися з Москви вже в 30-х роках за системою малокадрового механічного телебачення.
У 1932 році відбулася перша передача рухомого зображення. У 1937 році був організований перший телецентр на Шаболовці. З 1938 року він здійснював експериментальне телемовлення на основі електронних систем, а з 1939 року почалося регулярне телемовлення. Першою передачею стала демонстрація фільму про відкриття 18-го з'їзду ВКП (б). В подальшому активному розвитку телебачення в Радянському Союзі перешкодила війна. За два дні до її закінчення — 7 травня 1945 року — телецентр на Шаболовці відновив трансляції передач, а 15 грудня того ж року першим у Європі почав регулярне телемовлення два рази на тиждень.